# Andilly, Charente-Maritime

Andilly este o comună în departamentul Charente-Maritime, Franța. În 1 ianuarie 2022 avea o populație de 2.314 de locuitori.